# 北紋バス
北紋バス株式会社（ほくもんバス）は、北海道紋別市に本社を置き、オホーツク管内北部を中心にバス事業などを行う企業。

## 概要
鴻紋軌道廃止後の鴻之舞地区は交通機関が無い状態となった。これを解消するために紋別町（現在の紋別市）が中心となって1949年（昭和24年）に設立された会社である。社名は紋別を「日高門別」や各地に所在する「紋別」と区別する際に使われることがある「北見紋別」から名付けられている。同年9月27日に紋別 - 鴻之舞、鴻之舞 - 丸瀬布の認可を取得し、10月より運行を開始した。
路線網は1952年（昭和27年）までに立牛、滝上、中湧別、興部、鴻之舞 - 遠軽と拡大。1950年（昭和25年）には貸切バス事業を、1953年（昭和28年）にはハイヤー事業を開始するなど事業拡大したものの業績は伸びず、札幌陸運局の指導によりタクシー事業の分離や不採算路線の廃止を行った結果、湧別町営バスや宗谷バスの路線を引き継ぎ湧別町南部や佐呂間町、西興部村まで路線拡大を図るなど、業績が回復している。1960年（昭和35年）には定山渓鉄道（現、じょうてつ）と資本提携を行っている。
その後は紋別市内線の開設などを行い市民の利便性向上を図るなど拡大傾向が続いたものの、昭和40年代に入り過疎化、モータリゼーション化の進行により利用客が年々減少していた。1970年（昭和45年）にはワンマン運転化の前提として、遠軽線を除いた全路線に整理券方式を採用し車掌の業務を削減。その2年後からのワンマン運転開始、不採算路線の廃止、鴻之舞営業所と（旧）紋別営業所の閉鎖など合理化策を講じた。紋別市内線においては、市街地の拡大や団地造成、道都大学の開学などによって拡大傾向が続いた。
2001年（平成13年）にはじょうてつとの資本提携を解消し、東急グループから離脱した。現在は社員持株制で運営される。脱退の際には当時の労組委員長が社長に就任するなど話題となった。

### 年表
- 1949年（昭和24年）
  - 3月 北紋バス株式会社設立[1]。
  - 9月27日 紋別 - 鴻之舞 - 丸瀬布間認可。同年10月3日より運行開始。
- 1950年（昭和25年）
  - 3月 一般貸切旅客自動車運送事業認可取得。
  - 4月 紋別 - 上渚滑 - 滝上 - 滝西間運行開始。
  - 7月 滝西 - 滝奥間、滝上 - 奥札久留運行開始。
- 1952年（昭和27年）
  - 5月27日 紋別 - 興部間運行開始。
  - 北見バスの鴻之舞 - 遠軽間を引き継ぎ運行開始。
- 1953年（昭和28年） 一般乗用旅客自動車運送事業免許を取得しハイヤー事業を開始。翌年「紋別ハイヤー」に分離。
- 1956年（昭和31年）10月15日 興部 - 朝日間運行開始。
- 1957年（昭和32年） 湧別町営バスの中湧別 - 若佐・東芭露間を引き継ぎ運行開始。
- 1960年（昭和35年）
  - 3月 紋別市内線運行開始。
  - 6月10日 定山渓鉄道（現、じょうてつ）と資本提携、東急グループに加盟。
- 1962年（昭和37年）
  - 1月1日 宗谷バスの西興部 - 滝上間を引き継ぎ運行開始。
  - 9月1日 紋別 - 雄武間運行開始。
  - 中湧別 - 若佐・東芭露間を北見バスへ譲渡。
- 1963年（昭和38年）4月16日 興部 - 西興部間運行開始。
- 1967年（昭和42年）
  - 2月28日 放火による火災で事務所、車庫を焼失。
  - 4月1日 興部 - 豊畑間運行開始。
- 1970年（昭和45年）4月1日 ひがし北海道貸切手配センター発足、加盟。
- 1973年（昭和48年）7月1日 宗谷バスの興部 - 雄武間を引き継ぎ紋別 - 雄武間と統合。
- 1974年（昭和49年）12月5日 全路線ワンマン運転化完了。
- 1985年（昭和60年）
  - 4月1日 国鉄渚滑線廃止代替バス運行開始[3]。
  - 7月15日 国鉄興浜南線廃止代替バス運行開始[3]。
- 1989年（平成元年）
  - 5月1日 JR北海道名寄本線廃止代替バス運行開始[4]。
  - 12月 本社・紋別営業所を本町8丁目から現在地に移転。
  - 12月22日 特急オホーツク号（旭川線）に参入し、都市間バスの運行を開始。
- 1996年（平成8年）
  - 4月11日 旭川線と高速あさひかわ号（北海道中央バス、JR北海道バス[5]、道北バス運行）各4往復を振り替え、高速流氷もんべつ号（札幌線）運行開始[6]。
  - 6月 オホーツク交流センター（紋別バスターミナル）が完成し乗り入れ開始。
- 1999年（平成11年）7月1日 日曜・祝日に紋別市内線で「100円バス」を開始。2002年（平成14年）12月をもって中止。
- 2001年（平成13年） じょうてつとの資本提携を解消し、東急グループから離脱。
- 2010年（平成22年）3月15日 本社内に「元紋別簡易郵便局」を開設。
- 2011年（平成23年）4月1日 紋別市が運行主体の紋別市内循環バス実証実験を自主運行に切り替え本運行開始。

## 事業所
| 本社・紋別営業所 |  | 滝上営業所 |
| 本社・紋別営業所 |  | 滝上営業所 |

本社・紋別営業所・整備工場
北海道紋別市元紋別678
滝上営業所
北海道紋別郡滝上町幸町2334
札幌営業所
北海道恵庭市戸磯536-10
貸切バス専門営業所。網走バス札幌営業所と同居。

## 路線バス

### 都市間バス
札幌線（高速流氷もんべつ号）と旭川線（特急オホーツク号）を、北海道中央バス、ジェイ・アール北海道バス、道北バスとの共同運行で設定。北紋バスは高速流氷もんべつ号直行便を担当する。
- 高速流氷もんべつ号：紋別バスターミナル・渚滑・上渚滑・滝上 - 札幌駅前ターミナル
- 特急オホーツク号：紋別バスターミナル・南が丘3丁目・上渚滑・滝上 - 上川駅前・旭川駅前

予約制。札幌発着便は2006年（平成18年）12月より座席指定となっている。旭川発着便は自由席。2020年（令和2年）12月1日に廃止された旭川経由便では札幌 - 旭川間は高速あさひかわ号に準じ予約不要、旭川 - 紋別間は特急オホーツク号に準じ予約制（自由席）であった。札幌発着便は比布大雪PAで、旭川発着便は上川駅前で休憩時間を設定する。
1984年（昭和59年）6月27日に道北バスが特急オホーツク号を4往復新設し渚滑経由で運行。翌年には1往復増回し、1989年（平成元年）より北紋バスが加わり6往復となり、南が丘3丁目（北海道道713号）経由を新設した。
1996年（平成8年）4月11日より高速あさひかわ号と特急オホーツク号各4往復を振り替え高速流氷もんべつ号を新設。高速流氷もんべつ号は渚滑経由で4往復、特急オホーツク号は南が丘3丁目経由で3往復とし4社共同運行となった。高速流氷もんべつ号の経路は紋別市内が渚滑経由となる以外は高速あさひかわ号と特急オホーツク号に準じていた。
2001年（平成13年）4月1日より、高速流氷もんべつ号のうち2往復は旭川を経由しない直行便に振り替えられ、2003年12月1日からは更に1往復が直行便に振り替えられた。
また、2006年（平成18年）度より2月の流氷観光期限定で直行便が2往復増回された。直行便限定で「愛別東町」「上川ポンモシリ」停留所が設置されたが、旭川紋別自動車道の延伸により順次廃止され、浮島ICまで高速道を利用することとし、野幌から滝上町の滝西まで停留所は設定されなくなった。また、両方向ともに乗降可能で全便が停車していた「浮島トンネル記念公園」停留所は2006年（平成18年）12月1日に廃止されている。
2020年（令和2年）12月1日に高速流氷もんべつ号の旭川経由を廃止。紋別 - 札幌は全便直行、紋別 - 旭川は特急オホーツク号に一本化された。
2023年（令和5年）12月1日現在、高速流氷もんべつ号の北海道中央バス担当便が当面の間運休中。
2005年（平成17年）度の乗車実績は49,647人。

### 紋別市内線
2010年（平成22年）11月より「KURURI（くるり）」の愛称が付けられた。
北循環コース
サッポロドラッグストア前→落石町5丁目→高等養護学校→シティ前→広域紋別病院北口→潮見小学校→市役所前→紋別バスターミナル→幸町6丁目→イオン紋別店店北口→市役所前→潮見小学校→広域紋別病院北口→サッポロドラッグストア前
一部便、紋別バスターミナルから紋別高校へ直行後に紋別バスターミナルへ戻り市役所前以遠へ向かう。
南循環コース
紋別高校→ホワイトタウン→養護学校→緑町5丁目→紋別高等看護学院→紋別小学校前→幸町6丁目→紋別バスターミナル→市役所前→北海道銀行前→紋別小学校前→イオン紋別店北口→高等看護学院→緑町5丁目→南が丘3丁目→紋別高校
一部便、市役所前から広域紋別病院北⼝を経由する。
紋別市内では、
- 市内線 新生 - 本町5丁目 - 真砂町 - 渚滑5線
- 元新団地線 南が丘4丁目 - 緑町3丁目 - 幸町5丁目 - 落石町1丁目 - 元新団地 - 渚滑5線
- 旭団地線 旭団地 - 緑町3丁目 - 幸町5丁目 - 落石町1丁目 - ショッピングセンター前
- 学園団地線 南が丘4丁目 - 花園町6丁目 - 幸町5丁目 - 落石町3丁目 - 高等養護学校前

の4路線が運行されていたが、運行ダイヤや経路の効率化などを目的として2008年（平成20年）9月1日より1箇月間、紋別市が主体となって循環バス実験が行われ北紋バスが運行を受託。市内線は乗り入れない紋別バスターミナル乗り入れや1日乗車券導入、乗継割引の適用などが行われた。2009年（平成21年）10月1日より再開された実証実験では終了予定を数度延長して継続的に運行され、民間で採算が採れる目処がついたことから2011年（平成23年）4月1日より自主運行に切り替えられた

### 郊外線
名寄本線廃止代替路線を対象とした施策（1日無料バス、フリーきっぷ等）は興部線と遠軽線のみ有効。他路線は経路重複区間であっても対象外となる。

#### 興部・雄武、上渚滑・滝上方面
渚滑4丁目方面は、紋別高校/新生 - 紋別バスターミナル間は山手線（紋別高等看護学院、旧・道立病院）経由または北海道道305号（旧国道）経由、紋別バスターミナル - 渚滑4丁目間は山の上線（国道238号紋別バイパス）経由または北海道道305号（旧国道）経由となる。紋別バスターミナルと広域紋別病院（病院前または病院北口）は各路線経由する。
紋別高校・新生 - 紋別間
- 雄武線・滝上線：紋別高校 - 南が丘3丁目 - 北海道銀行前 - 紋別バスターミナル
- 興部線・上渚滑線：紋別高校/新生 - 紋別高等看護学院 - イオン紋別店西口 - 紋別バスターミナル

紋別 - 渚滑4丁目間
- 滝上線：紋別バスターミナル - 本町1丁目 - 北浜1丁目 - 広域紋別病院北口 - 落石1丁目 - 北浜3丁目 - 渚滑4丁目
- 雄武線：紋別バスターミナル - 本町1丁目 - 北浜1丁目 - 広域紋別病院北口 - 落石1丁目 - 落石町4丁目 - 元新団地 - 渚滑4丁目
- 興部線・上渚滑線：紋別バスターミナル - 市役所前 - 潮見小学校 - 広域紋別病院 - 落石町4丁目 - 元新団地 - 渚滑4丁目

雄武線（興浜南線代替バス）
紋別高校 - 紋別バスターミナル - 渚滑4丁目 - 富丘 - 沙留市街 - 沙留 - 沙留中学校 - 豊野 - 興部高校前 - 興部 - 興部公園 - 沢木 - ホテル日の出岬 - 栄丘 - 雄武川尻 - 雄武 - 雄武高校入口
2024年（令和6年）10月1日、落石1丁目 - 渚滑4丁目間を北浜3丁目経由（滝上線と同経路）から元新団地経由（概ね興部線と同経路）に、沙留地区内にて沙留市街 - 沙留中学校間短絡から沙留・沙留海水浴場経由（興部線と同経路）に変更。
興部線（名寄本線代替バス）
紋別高校 - 紋別バスターミナル - 渚滑4丁目 - （雄武線と同経路） - 興部
滝上線（渚滑線代替バス）
紋別高校 - 紋別バスターミナル - 渚滑4丁目 - 下渚滑 - 中渚滑 - 上渚滑 - 滝下 - 濁川 - 滝上 - 滝上営業所
上渚滑線（渚滑線代替バス）
新生 - 紋別バスターミナル - 渚滑4丁目 - 下渚滑 - 中渚滑 - 上渚滑
紋別高校登校日のみ運行し、紋別中心部を経由せず北海道道713号を直行する上渚滑C線（紋別高校 - 新生 - 中渚滑 - 上渚滑）は2023年（令和5年）4月1日休止。

#### 滝上町内路線

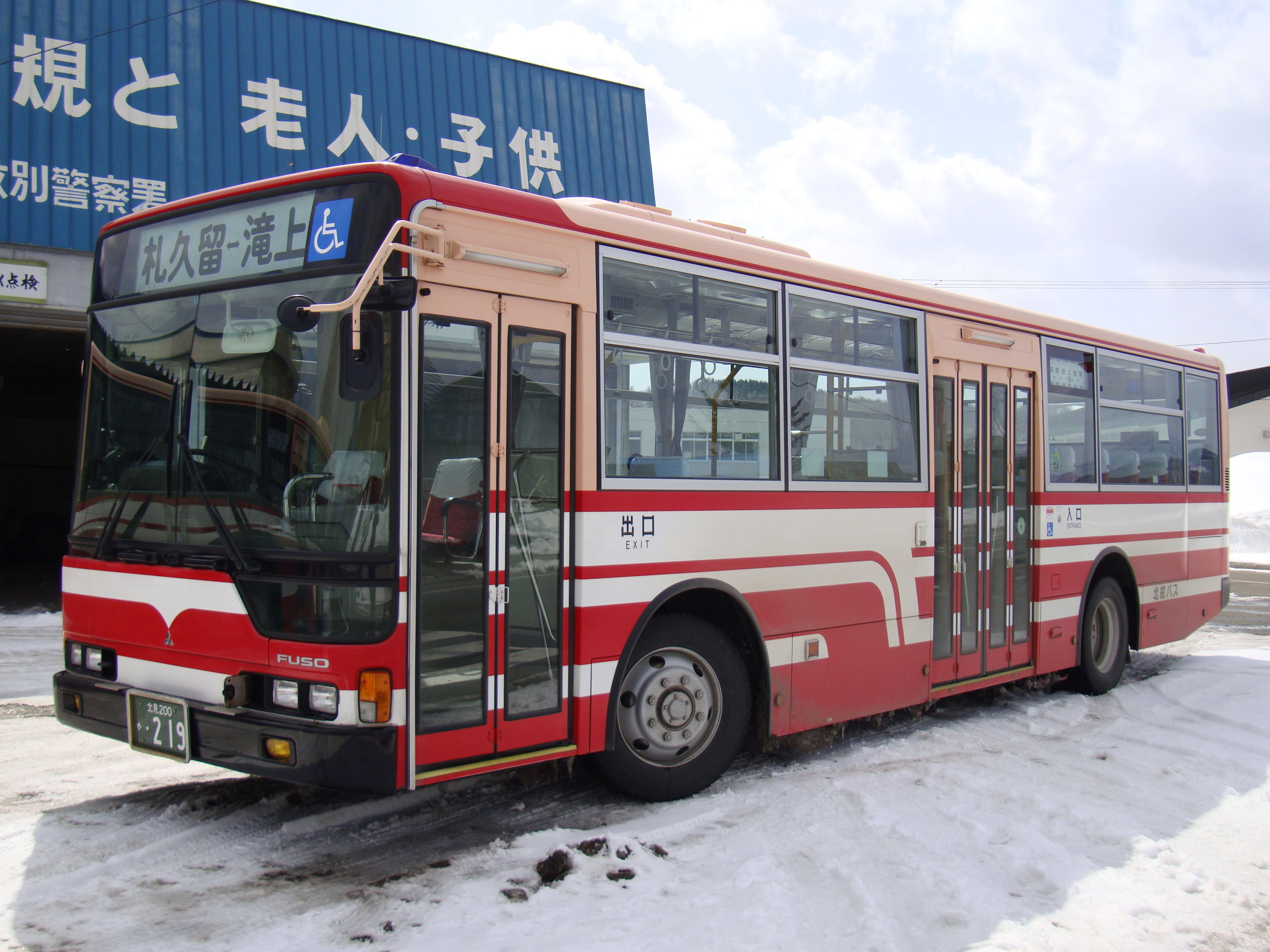
滝上町内路線

滝上市内線
滝上営業所 - 滝上 - 旭町 - 滝上中学校 - 濁川 - 南町
本流線
滝上営業所 - 滝上小学校 - 滝上 - 滝西 - 29線
29線 - 滝奥間は廃止されている。
札久留線
滝上小学校 - 滝上 - 滝上営業所 - 札久留学校前

水曜のみ運行していた札久留 - 奥札久留間は2023年（令和5年）4月1日休止。

#### 上藻別、紋別空港・遠軽、北見方面
上藻別線
紋別バスターミナル - イオン紋別店西口 - 高等看護学院 - 南が丘3丁目 - 新生 - オホーツクタワー入口 - 元紋別 - 元紋別公住 - 弥生橋 - 中藻別 - 上藻別 - 駅逓
元紋別公住 - 駅逓間での乗降は予約制。
駅逓より先、鴻之舞、丸瀬布町を経由し遠軽まで運行されていた。遠軽間は1971年（昭和46年）に廃止され、旧遠軽町域の一部を遠軽町営バスが代替する。
紋別空港連絡バス
紋別バスターミナル・プリンスホテル・南が丘3丁目・元紋別 - 紋別空港
2012年（平成24年）4月1日より紋別市が負担する無料バスとなっている。
遠軽線（名寄本線代替バス 北海道北見バスと相互乗り入れ）
紋別バスターミナル - 北海道銀行前 - 南が丘3丁目 - 元紋別 - オホーツク流氷公園 - オホーツク紋別空港 - 小向7線 - 八十士 - 小向12線 - 小向 - 沼の上 - 川西 - 湧別漁協 - 湧別 - 湧別4号線 - 中湧別文化センター - チューリップ公園 - 上湧別 - 開盛市街 - 遠軽中学校 - 遠軽

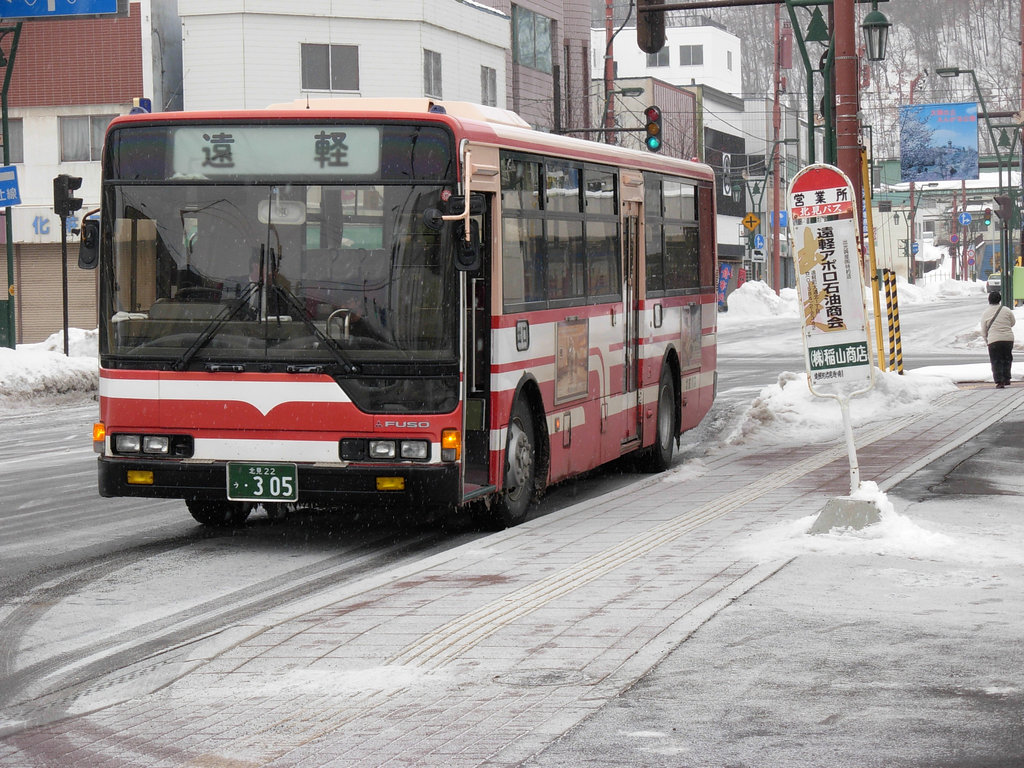
遠軽到着の様子

名寄本線代替路線となって以降、元紋別 - 小向間は国道238号を通る新一本松（紋別空港入口、現・オホーツク紋別空港）・新八十士経由と、紋別 - 小向間の小向線を延長した北海道道873号を通る一本松・八十士経由が運行されていた。2005年（平成17年）10月1日に国道238号経由が廃止され北海道道873号経由に一本化されたが、2010年（平成22年）4月より元紋別 - 小向7線間をオホーツク紋別空港経由に変更。2011年（平成23年）5月1日より一部便がオホーツク流氷公園構内、紋別空港ターミナルビル前に乗り入れを開始した。

遠軽より先、生田原、留辺蘂を経由し北見まで急行バスの北見線が運行されていた。1962年（昭和37年）に北見バスとの相互乗り入れで運行を開始したが、北見バス運行便は1990年代半ばに遠軽で系統を分割し普通便に振り替えとなった。北紋バス便は2001年（平成13年）に3往復に増便したが、2005年（平成17年）10月1日より再度1往復に減便となり、2009年（平成21年）3月31日限りで廃止され、遠軽線に振り替えられている。遠軽線は2005年（平成17年）10月1日より北海道道873号経由に一本化されたが、北見線は路線廃止まで国道238号経由で運行されていた。
北見赤十字病院行きバス
- 紋別バスターミナル - 北見赤十字病院

北見赤十字病院利用者限定で、紋別市による貸切バス扱いで2022年（令和4年）11月より2023年（令和5年）3月までの予定で試験運行を開始。試験運行後は貸切バス形態のままで正式運行とする予定であったが、実態は乗合バスであり許可が下りない可能性があるとの指摘から試験運行を延長し、2024年（令和6年）7月1日付で乗合バスとして正式運行を開始した。週2便運行、予約は紋別市で受け付ける。乗合バス化により北見赤十字病院利用者以外の乗車も可能となった。

### 定期観光バス
定期観光バスは冬期流氷観光期に運行される。
紋別市内を周遊する「ガリヤ号」を運行。紋別バスターミナルから流氷科学センターや海洋交流館（ガリンコ号乗り場）を経てオホーツク流氷公園とを結ぶ。
1988年（昭和63年）2月1日より網走バスと共同で「オホーツク流氷ロードバス・しんきろう号」（紋別 - 網走 - 女満別空港）を運行。現在は「ひがし北海道エクスプレスバス」として他社便と一体に取り扱われ、北紋バスは紋別発着便を担当する。
宗谷バスと共同で「ポールスター号」（紋別 - 枝幸 - 稚内）の運行も行っていたが、2006年（平成18年）以降設定されていない。

### 主な休廃止路線
名寄線
（遠軽 - 紋別 - ）興部 - 西興部 - 下川 - 名寄
名寄本線廃止後、全線直通する遠軽 - 名寄（南3条西6丁目から後に市立病院前へ延長）の快速便と、出入庫運用として紋別 - 名寄間の快速便、遠軽 - 湧別 - 興部間（前後の出入庫運用は紋別 - 遠軽線）の普通便を運行していたが、現在は廃止されて興部以西は名士バスが単独で運行。ただし、名寄本線バス代行引受事業者間共通乗車制度により興部 - 名寄間の名士バス便では、現在でも当社発行の回数乗車券が使用できる。
立牛線
（南高前 - ）上渚滑 - 10線 - 中立牛
豊畑線
（興部 - ）豊野 - 豊畑
興部町営バスが代替。
朝日線
（興部 - ）秋里 - 朝日会館
興部町営バスが代替。
西滝線
西興部 - 中藻 - 上藻 - 19号 - 奥札久留 - 札久留 - 滝上
宗谷バス引き継ぎ路線。1963年（昭和38年）に運行開始した興部 - 西興部間と合わせて、紋別 - 興部 - 西興部 - 滝上 - 紋別間の循環線も運行した。循環線は興部 - 西興部間廃止により1970年（昭和45年）5月14日、西滝線は1971年（昭和46年）4月12日に廃止され、西興部 - 19号を西興部村営バスが代替、滝上町域の一部は札久留線で代替。
拓雄線
滝上営業所 - 滝上 - 濁川 - 12線 - 25線
若佐線
中湧別 - 芭露 - 計呂地駅前 - 19号線 - 若佐
湧別町から1957年（昭和32年）に引き継いだ路線。北見バスへ譲渡後1969年（昭和44年）に廃止となり、湧別町域内のみ町営バスが代替する。
東芭露線
中湧別 - 芭露 - 上芭露 - 東芭露
湧別町から1957年（昭和32年）に引き継いだ路線。北見バスへ譲渡後1970年（昭和45年）に廃止、湧別町営バスが代替する。

## 貸切バス
貸切バス事業は、通常は北見・釧路・帯広・札幌の各運輸支局管内での発着が認められているが、貸切バス事業者安全性評価認定制度による優良事業者に限定した営業区域の弾力的な運用による特例で、2025年（令和7年）4月1日現在北海道全域となっている、道東地区事業者10社で組織する東北海道貸切バス事業協同組合 (BUS CENTER)に加盟する。

## 車両

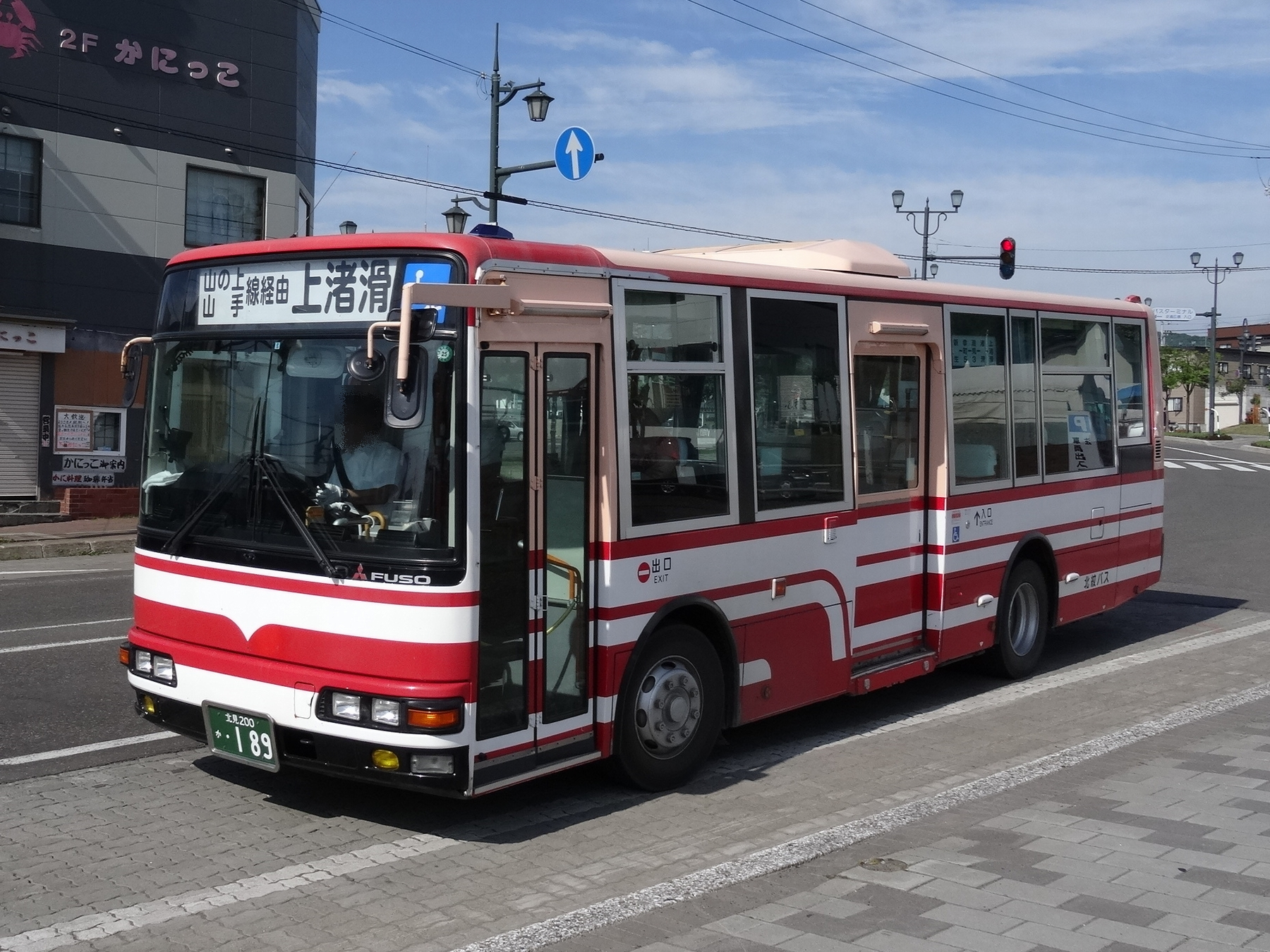
試験導入されたノンステップバス

三菱製が多い。紋別市内循環バスには実証実験時に紋別市がいすゞ・ジャーニーJを導入。自社導入車両の一部も塗装が合わせられている。
一般路線バスは自社カラーで東急マークは外されている。都市間バスは東急マーキュリーカラーで運行されていたが、現在は主に青色ベースの独自カラー車で運行され、オホーツクタワーとガリンコ号のラッピングバスや北海道北見バスから中古導入した3列シート車がある。車両は2017年（平成29年）3月31日現在で23台保有。国土交通省基準適合車両（低床車両）はワンステップバスの比率が高い。2005年（平成17年）に試験的にノンステップバス3台を導入したが、車内に段差が多く使い勝手が良くないとの判断から、以後の車両更新ではワンステップバスを導入している。
貸切バスは14台保有。スーパーハイデッカー車は都市間バス車両と同じ青色独自カラーと前事業者のカラーをそのまま流用した車両、ハイデッカー車両はBUS CENTERカラー、青色独自カラー、東急マーキュリーカラーとなる。紋別市が保有するバスの運行管理を受託している。

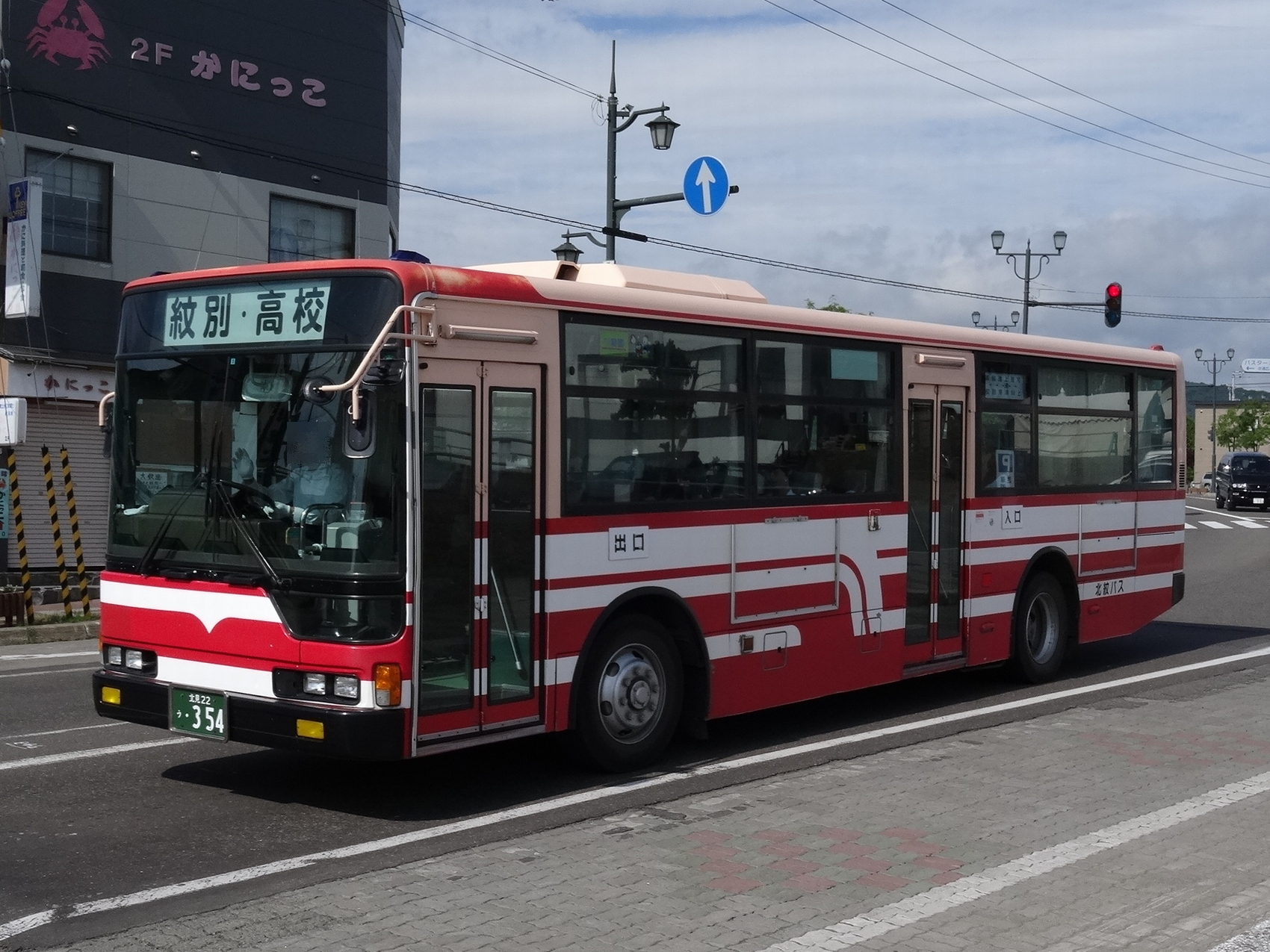
一般路線車
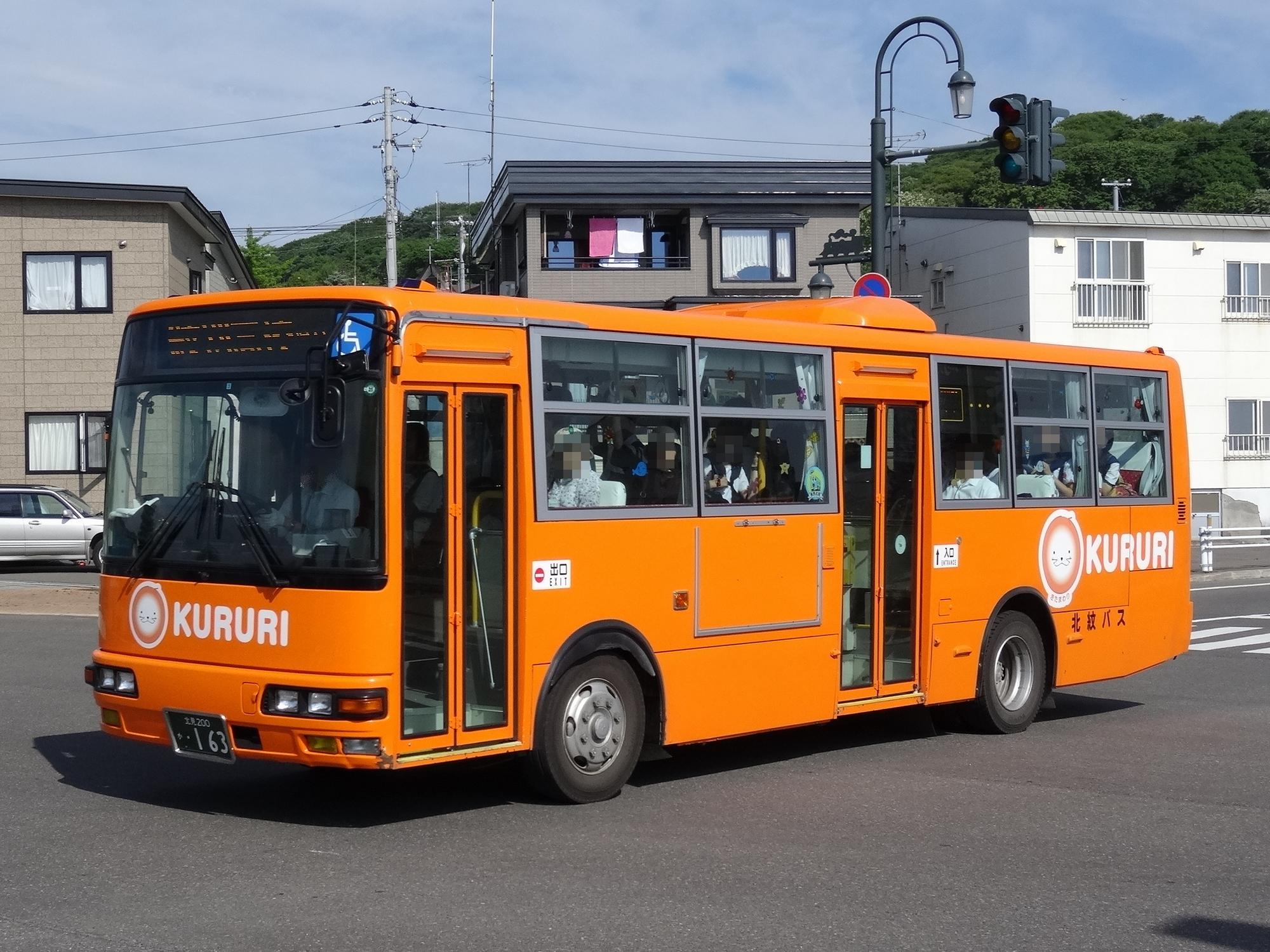
KURURIと同色に塗り替えられた一般路線車
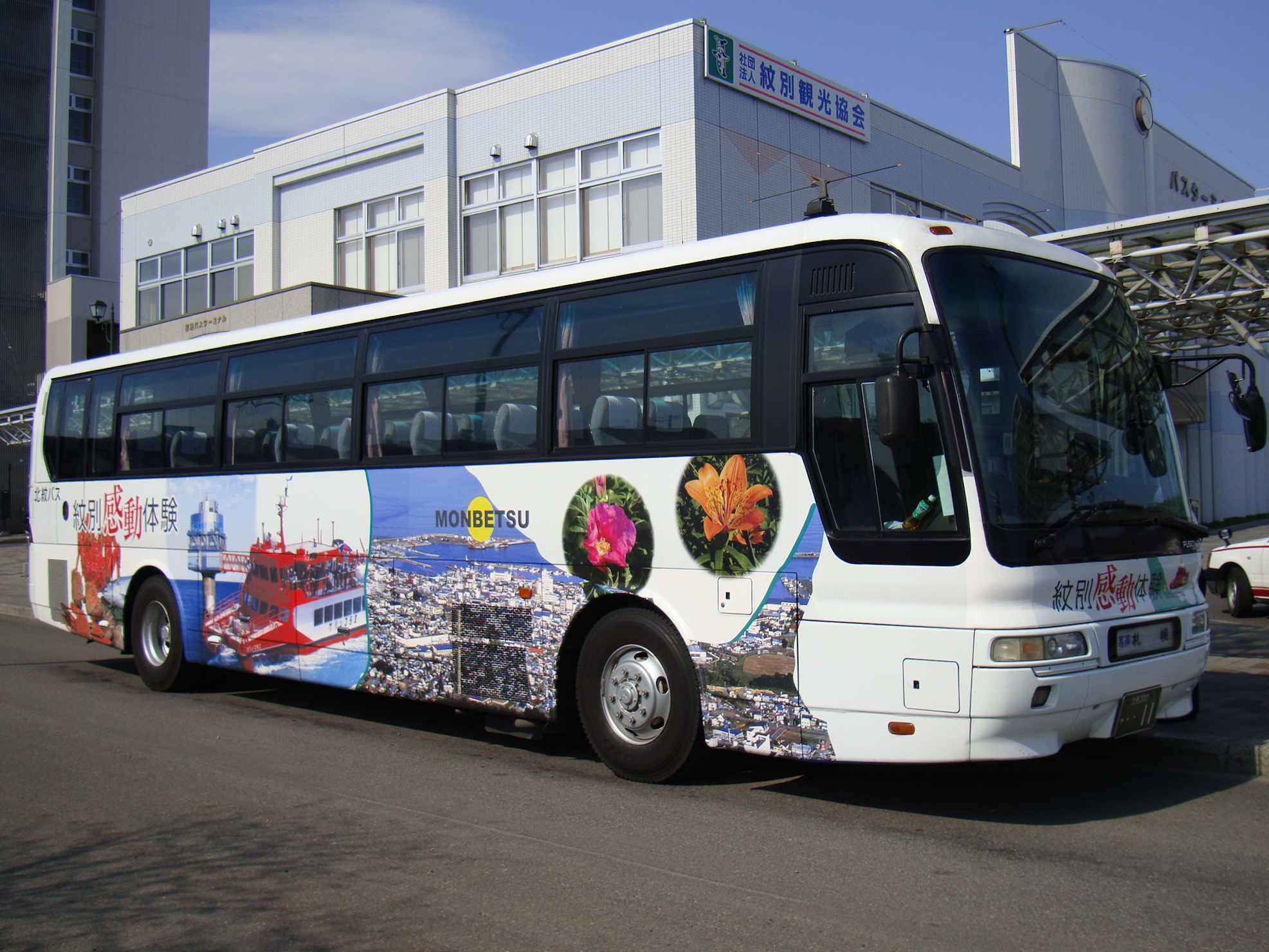
高速流氷もんべつ号用車両
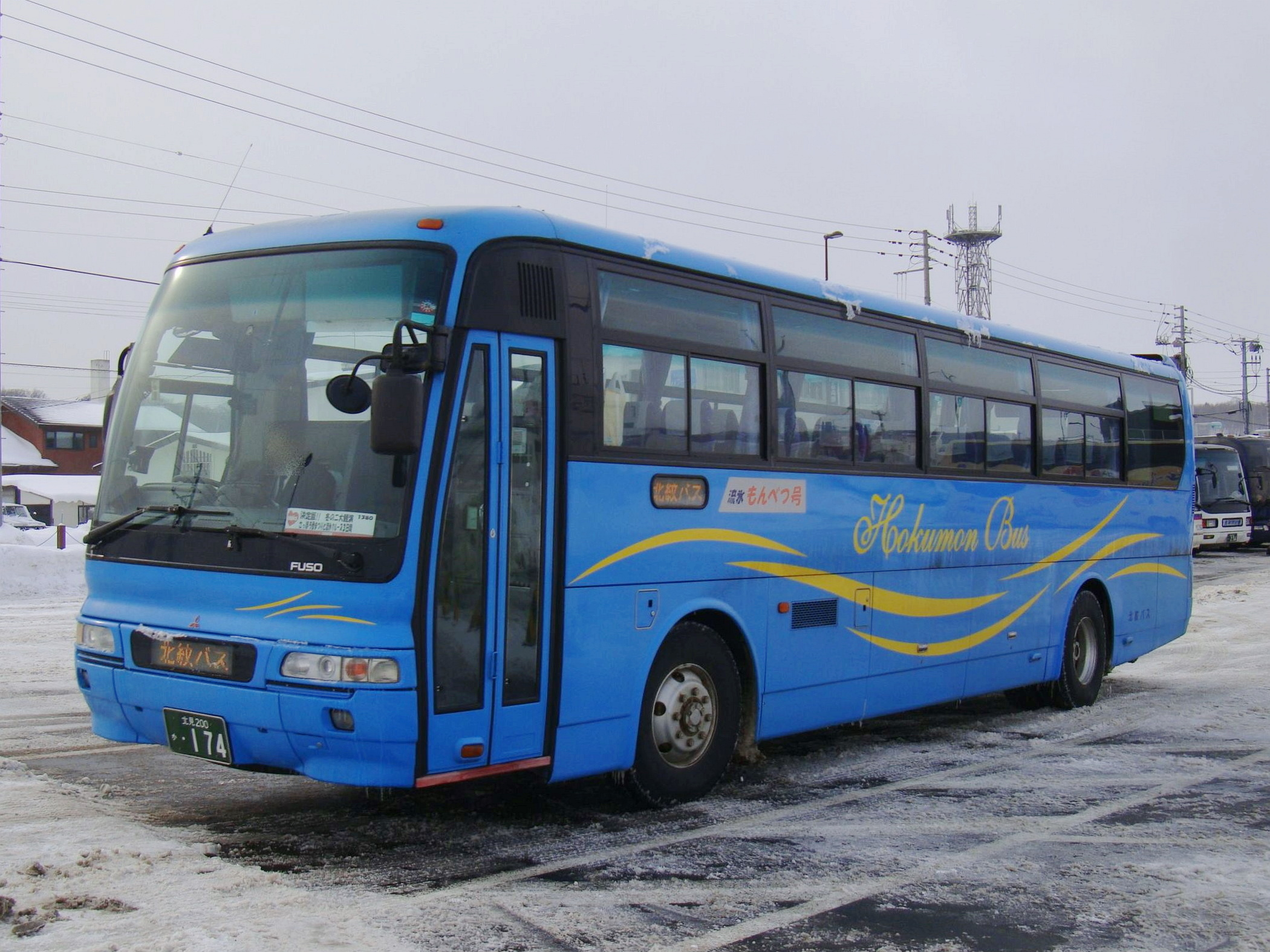
貸切運用中の高速流氷もんべつ号用車両
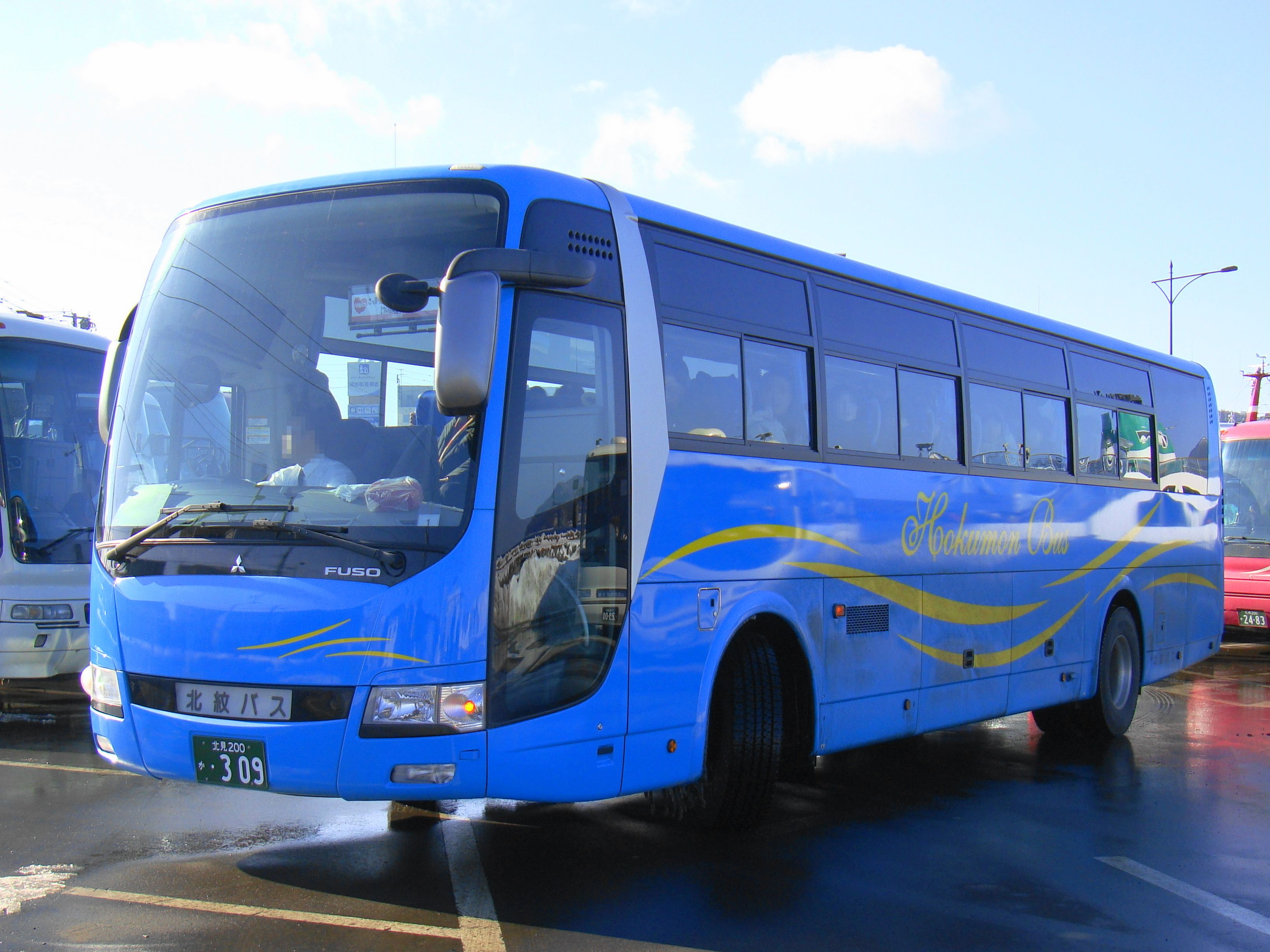
貸切車
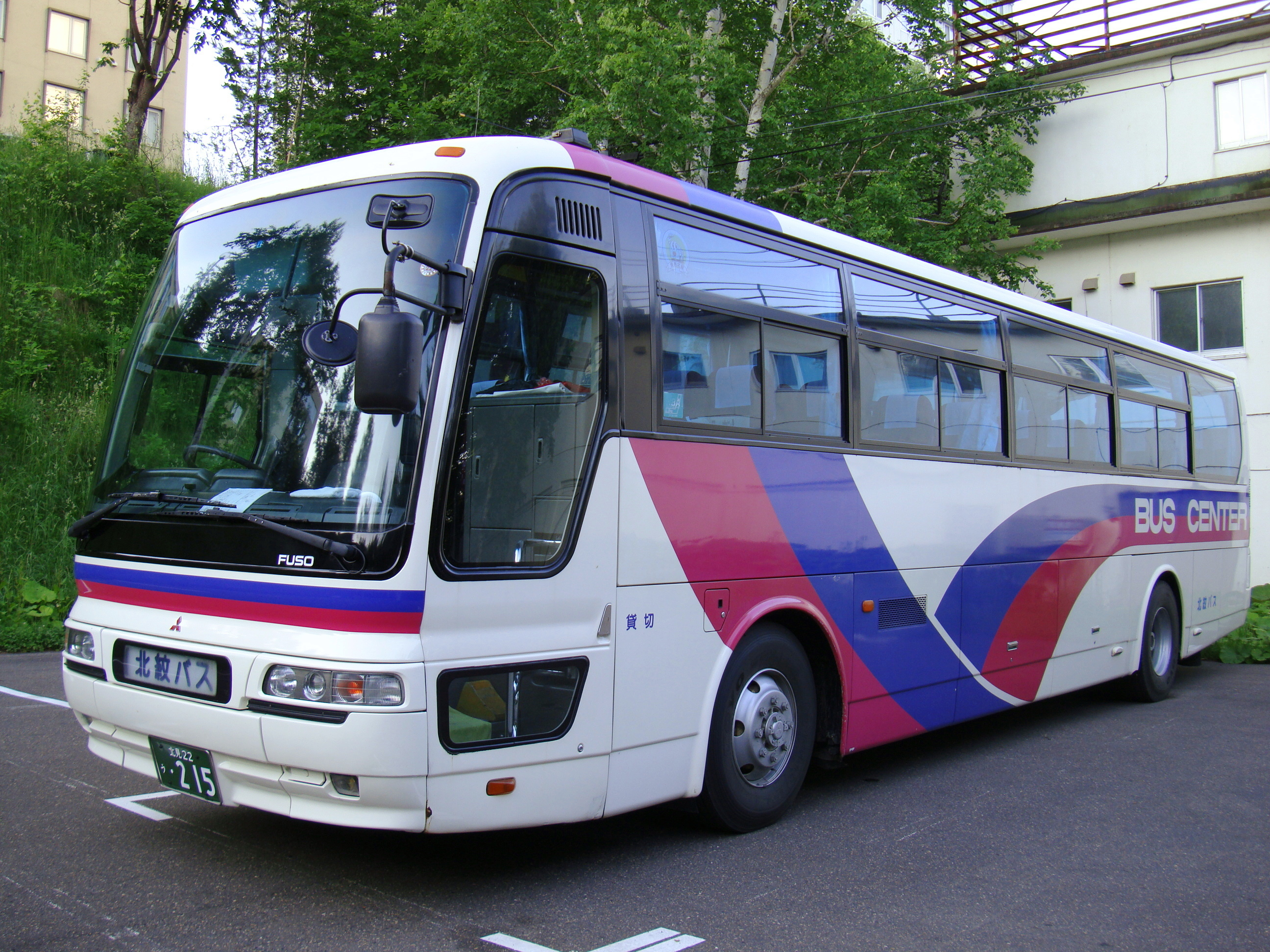
BUS CENTERカラー貸切車
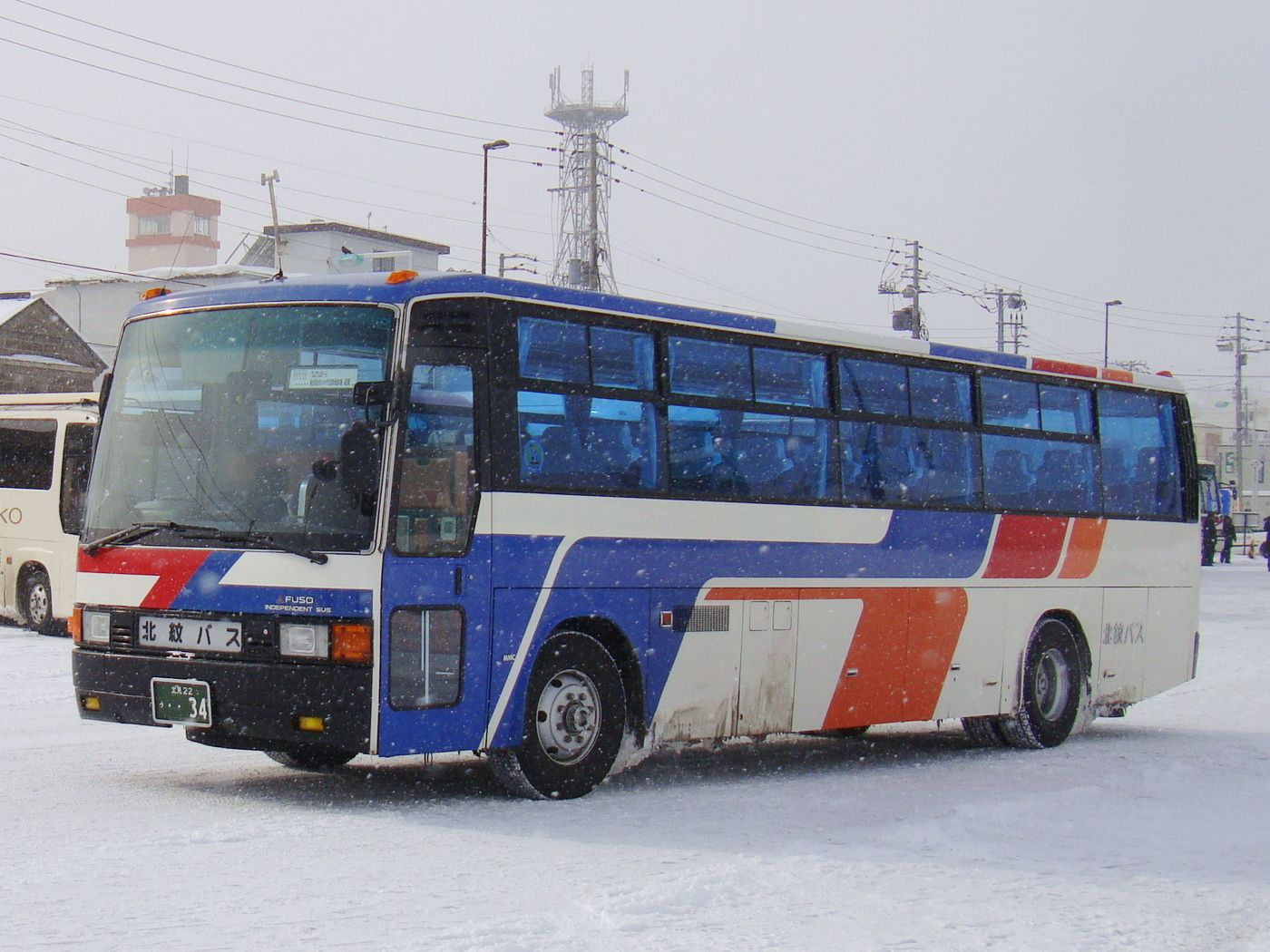
東急マーキュリーカラー貸切車
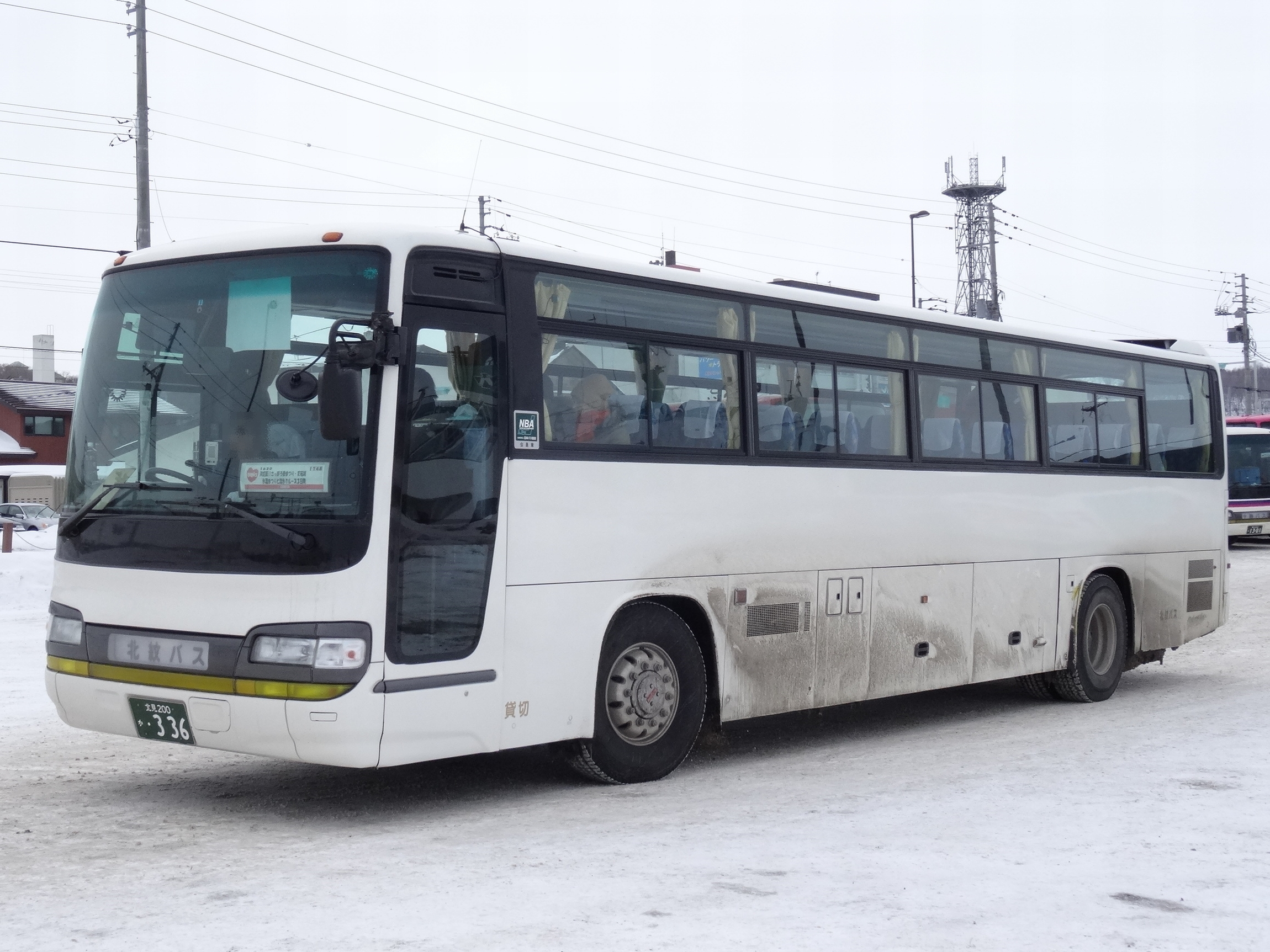
白一色の貸切車（日野・セレガ）
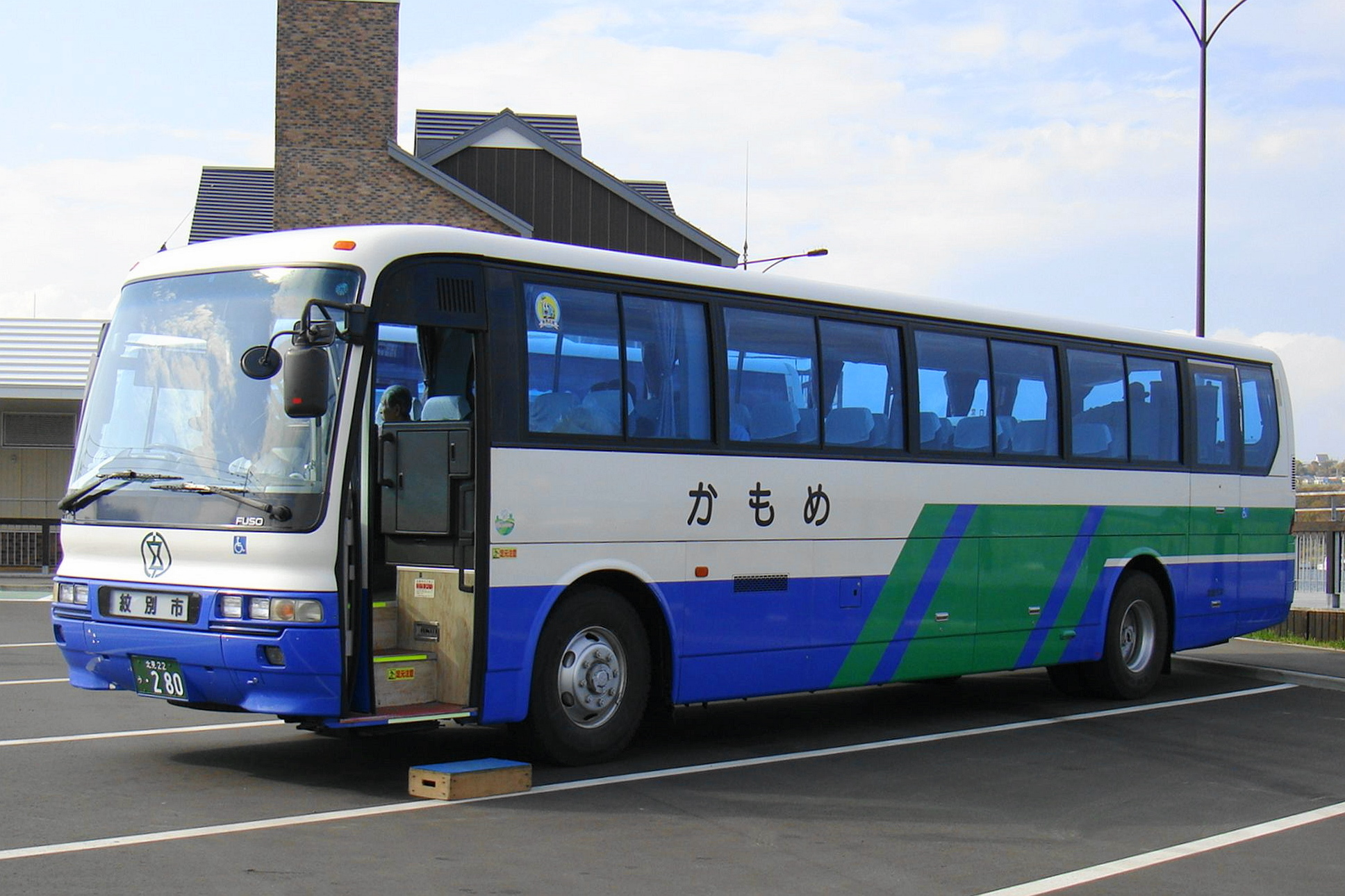
紋別市から受託の福祉バス
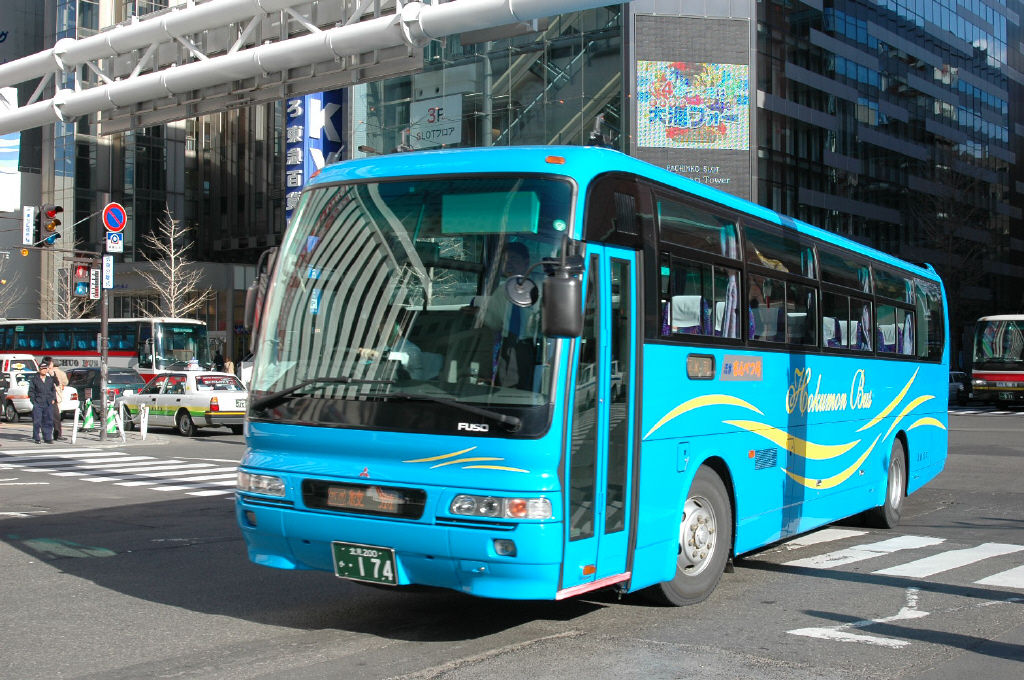
流氷もんべつ号

## その他の事業
2007年（平成19年）4月より閉鎖されていた元紋別簡易郵便局を本社内に移転させ、郵便窓口業務再委託業者およびゆうちょ銀行代理業者を受託し2010年（平成22年）3月15日より営業を行っていた。2019年（平成31年）3月15日より一時閉鎖となっている。